# Flor Ruíz
Flor Denis Ruíz Hurtado (ur. 24 stycznia 1991) – kolumbijska lekkoatletka specjalizująca się w rzucie oszczepem.
Czwarta zawodniczka młodzieżowych mistrzostw Ameryki Południowej z 2010. W 2011 zajęła siódmą lokatę na mistrzostwach Ameryki Południowej oraz zdobyła srebrny medal mistrzostw Ameryki Środkowej i Karaibów. Mistrzyni Ameryki Południowej (2013). Dziewiąta zawodnicza igrzysk olimpijskich w Rio de Janeiro (2016). Rok później zdobyła swój drugi złoty medal czempionatu Ameryki Południowej.
Wielokrotna rekordzistka kraju, złota medalistka mistrzostw Kolumbii.
Rekord życiowy: 66,70 (12 maja 2024, Cuiaba) – rekord Ameryki Południowej.

## Osiągnięcia
| Rok  | Impreza                                  | Miejsce             | Lokata            | Wynik |
| ---- | ---------------------------------------- | ------------------- | ----------------- | ----- |
| 2010 | Młodzieżowe mistrzostwa Ameryki Płd.     | Medellín            | 4. miejsce        | 49,08 |
| 2011 | Mistrzostwa Ameryki Południowej          | Buenos Aires        | 7. miejsce        | 48,78 |
| 2011 | Mistrzostwa Ameryki Środkowej i Karaibów | Mayagüez            | 2. miejsce        | 54,02 |
| 2012 | Mistrzostwa ibero-amerykańskie           | Barquisimeto        | 1. miejsce        | 58,21 |
| 2013 | Mistrzostwa Ameryki Południowej          | Cartagena de Indias | 1. miejsce        | 60,23 |
| 2013 | Mistrzostwa świata                       | Moskwa              | el. – 23. miejsce | 57,47 |
| 2013 | Igrzyska boliwaryjskie                   | Trujillo            | 1. miejsce        | 58,18 |
| 2014 | Mistrzostwa ibero-amerykańskie           | São Paulo           | 3. miejsce        | 57,31 |
| 2014 | Igrzyska Ameryki Środkowej i Karaibów    | Xalapa              | 1. miejsce        | 63,80 |
| 2015 | Mistrzostwa Ameryki Południowej          | Lima                | 2. miejsce        | 59,86 |
| 2015 | Igrzyska panamerykańskie                 | Toronto             | 5. miejsce        | 58,08 |
| 2015 | Mistrzostwa świata                       | Pekin               | el. – 27. miejsce | 57,25 |
| 2016 | Mistrzostwa ibero-amerykańskie           | Rio de Janeiro      | 1. miejsce        | 62,15 |
| 2016 | Igrzyska olimpijskie                     | Rio de Janeiro      | 9. miejsce        | 61,54 |
| 2017 | Mistrzostwa Ameryki Południowej          | Asunción            | 1. miejsce        | 61,91 |
| 2017 | Mistrzostwa świata                       | Londyn              | el. – 23. miejsce | 57,94 |
| 2019 | Mistrzostwa Ameryki Południowej          | Lima                | 3. miejsce        | 56,07 |
| 2019 | Igrzyska panamerykańskie                 | Lima                | 6. miejsce        | 56,90 |
| 2021 | Mistrzostwa Ameryki Południowej          | Guayaquil           | 5. miejsce        | 54,10 |
| 2022 | Mistrzostwa ibero-amerykańskie           | La Nucia            | 2. miejsce        | 60,52 |
| 2022 | Igrzyska Ameryki Południowej             | Asunción            | 1. miejsce        | 62,97 |
| 2023 | Igrzyska Ameryki Środkowej i Karaibów    | San Salvador        | 1. miejsce        | 60,52 |
| 2023 | Mistrzostwa Ameryki Południowej          | São Paulo           | 1. miejsce        | 61,82 |
| 2023 | Mistrzostwa świata                       | Budapeszt           | 2. miejsce        | 65,47 |
| 2023 | Igrzyska panamerykańskie                 | Santiago            | 1. miejsce        | 63,10 |
| 2024 | Mistrzostwa ibero-amerykańskie           | Cuiabá              | 1. miejsce        | 66,70 |
| 2024 | Igrzyska olimpijskie                     | Paryż               | 5. miejsce        | 63,00 |